# 巴爾奇克嶺

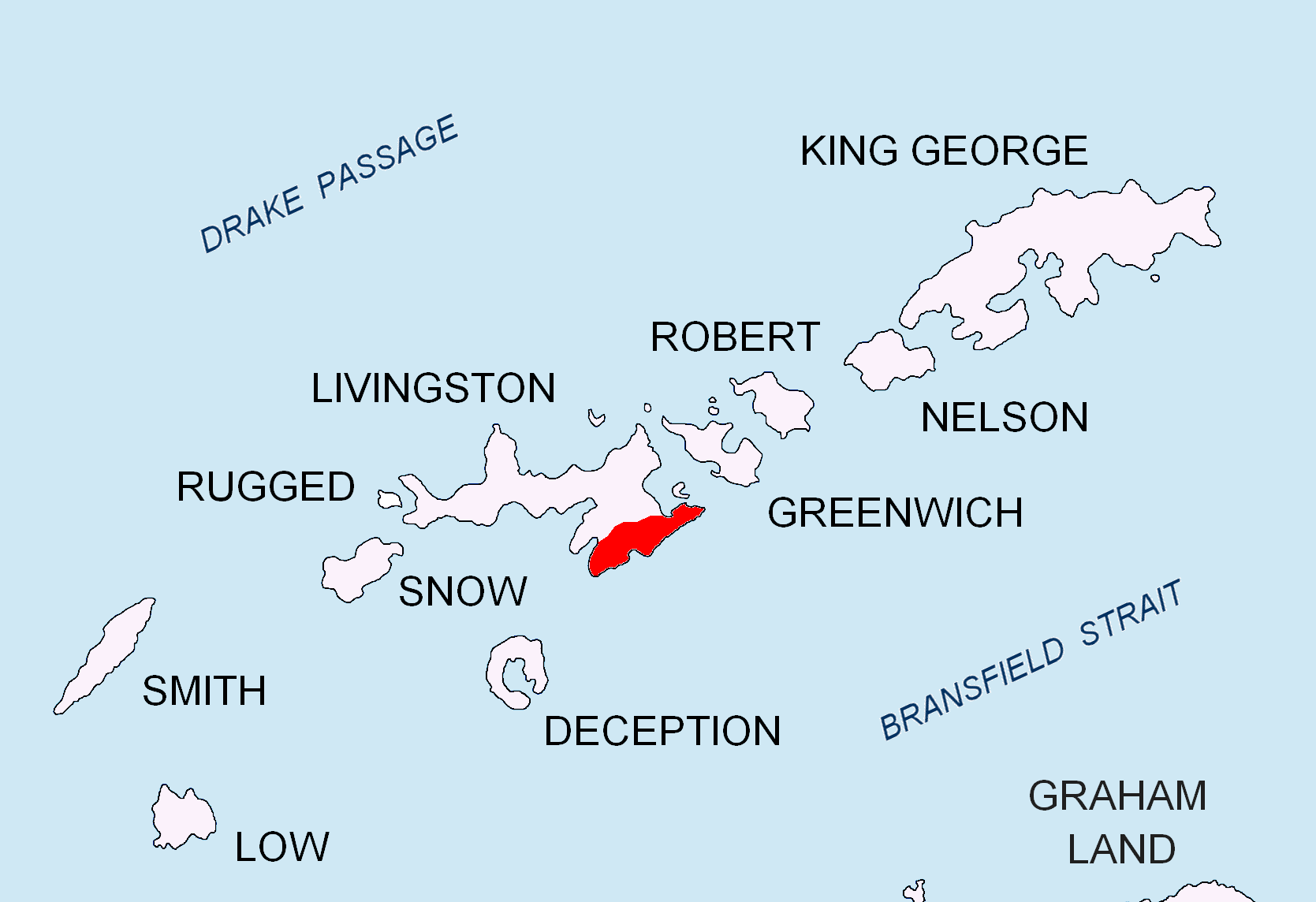

巴爾奇克嶺（英語：Balchik Ridge）是南極洲的山嶺，位於南設得蘭群島的利文斯頓島東部，屬於騰格里山脈的一部分，長1.3公里，處於錫利斯特拉海穹東南面0.87公里、佩舍夫嶺以東1.51公里和瓦佐夫角東北面2公里。

## 外部連結
- SCAR Composite Gazetteer of Antarctica（页面存档备份，存于）.

62°41′53″S 60°05′45″W / 62.69806°S 60.09583°W